# بونام كور
بونام كور هي ممثلة هندية، ولدت في 9 أكتوبر 1983 بحيدر آباد في الهند.

## وصلات خارجية
- بونام كور على موقع IMDb (الإنجليزية)
- بونام كور على موقع قاعدة بيانات الفيلم (الإنجليزية)